# Elassomatoidei
A Elassomatoidei a sugarasúszójú halak (Actinopterygii) osztályába és a sügéralakúak (Perciformes) rendjébe tartozó alrend, amelybe az egyik legapróbb termetű édesvízi halcsoport tartozik. Az elassomatoideiek elsősorban az Amerikai Egyesült Államok délkeleti részének mocsaras, lassú folyású vizeiben élnek, és különleges biológiai jellemzőkkel, valamint sajátos szaporodási stratégiákkal rendelkeznek.

## Rendszerezés
Az alrendbe jelenleg 1 család, 1 nem és 7 faj tartozik, amelyek közül több veszélyeztetett vagy szűk elterjedésű.
- Törpenaphalfélék (Elassomatidae)
  - Elassomatidae
    - forrás naphal (Elassoma alabamae)
    - carolinai naphal (Elassoma boehlkei)
    - Everglades-mocsári naphal (Elassoma evergladei)
    - kékpettyes naphal (Elassoma okatie)
    - Okefenokee-mocsári naphal (Elassoma okefenokee)
    - csíkos naphal (Elassoma zonatum)
    - Elassoma gilberti

Az alrend kutatástörténete igen színes és változatos. 1877-ben az Egyesült Államok délkeleti részén, Észak-Karolina egyik mocsaras területén fedeztek fel egy apró halat, amelyet Elassoma zonatum néven írtak le. Az első leírások már sejtették, hogy ez a faj, és tágabb értelemben az egész csoport, jelentős taxonómiai viták tárgyává válik, de senki sem gondolta, hogy a 20. század végére az elassomák rendszertani helyzete alapvetően átrendeződik. Az elassomákat eredetileg a Cichlidae családba sorolták (Jordan, 1877), de ez a besorolás gyorsan módosult: 1882-ben Jordan & Gilbert létrehozták az Elassomatidae családot a Perciformes renden belül. Körülbelül tíz évvel később ismét változott a helyzet, és az elassomák a Percoidea öregcsaládba (superfamilia), a díszsügérek (Centrarchidae) közé kerültek (Boulenger, 1895).
Az 1950-es és 1960-as években végzett anatómiai vizsgálatok (Eaton 1956; Branson & Moore 1962) felvetették, hogy az elassomák és a díszsügérek között nincs közeli rokonság. Ezt tovább erősítette Moore & Sisk 1963-as tanulmánya, amely jelentős különbségeket talált az E. zonatum és a Lepomis fajok szem- és szaglószervei között, amit későbbi kutatások is alátámasztottak 26 díszsügérfaj és négy elassomafaj összehasonlításával.
A 60-as évek elején az Egyesült Államokban megindultak a mikrobiológiai és genetikai kutatások is, amelyek újabb bizonyítékokat hoztak. 1964-ben T. Roberts 20 díszsügér faj kromoszómaszelvényeit vetette össze az E. zonatum örökítőanyagával és jelentős eltéréseket talált. Az akváriumi megfigyeléseken alapuló vizsgálatok is alátámasztották, hogy az elassomák szaporodásbiológiája eltér a többi sügérfajtól: nem építenek fészket íváskor, ami egyedi viselkedési jegy (Sterba, 1961; Axelrod & Shaw, 1971; Mettee, 1974). Ezek az eredmények vezettek ahhoz a következtetéshez, hogy az elassomákat önálló családként kell kezelni (Avise, 1977; Humphries & Lauder, 1985).
Az amerikai Johnson 1984 és 1993 között végzett DNS-vizsgálatai elsőként bizonyították, hogy az elassomák rokonsági viszonyai a Percoidei öregcsaládon kívülre mutatnak, sőt, a kiterjedt Perciformes renden túl is. Mikrogenetikai elemzések alapján az elassomák meglepő genetikai hasonlóságot mutatnak a tüskés pikóval (Gasterosteiformes), továbbá olyan halcsoportokkal állnak távolabbi rokonságban, mint a mocsári és tüskés angolna, csikóhalak vagy kalászhalak. 1993-ban egy új halcsoportot is leírtak, amelynek nevét átmenetileg egy mozaikszóval jelölték: S-M-E-G-A = Synbranchiformes + Mugiliformes + Elassomatidae + Gasterosteiformes + Atheriniformes.
Ugyanebben az évben megszületett a Percomorpha öregrend fogalma, amelynek egyik csoportját smegmamorpha ágnak nevezik. Ez az ág, és maga a Percomorpha seria, az elassomák nélkül valószínűleg nem jöhetett volna létre. 1997-ben Johnson ismét, újabb genetikai és anatómiai adatokra hivatkozva, javasolta egy önálló rend felállítását, bár az új rendszertanban az elassomákat még alrendként, Incertae sedis megjelöléssel szerepeltetik.

## Fajok

### Elassoma alabamae(Mayden, 1993)
Korábban nagy számban fordult elő Észak-Alabama mészkőhegységeinek barlangjaiból eredő forrásvizekben. Az intenzív mezőgazdasági tevékenység miatt azonban élőhelyei jelentősen beszennyeződtek, a populációk összeomlottak, és a fajt évtizedekig kipusztultnak hitték. 1973-ban David E. Etnier egy új populációt fedezett fel a Beaverdam nevű patakban, így a faj ismét ismertté vált. Az 1990-es években Fred C. Rohde kezdeményezésére a Pyror-vidék természetvédelmi oltalmat kapott, így a forrás naphal ismét fennmaradhatott.

### Elassoma boehlkei(Rohde & Arndt, 1987)
Ez a legkisebb Elassoma faj, átlagos testhossza mindössze 19,3 mm (kevesebb mint 1 inch). Jelenleg két kis populációja ismert Észak-Karolinában: a Waccamaw és a Santee folyórendszer középső részein található kis patakokban. Élőhelyei jelentősen beszűkültek a vízszennyezés miatt, ezért 1996-ban a nemzetközi természetvédelmi vörös listán is szerepel, és a kihalás veszélye fenyegeti. 

### Elassoma evergladei(Jordan 1884)
A fajt egy Wilmington környéki farmer fedezte fel a 19. század elején, amikor egy floridai kis tóban véletlenül rátalált hínárgyűjtés közben. Elterjedési területei közé tartozik Dél-Karolina (Cape Fear folyó vízrendszere), a Floridai-félsziget (különösen az Everglades-mocsár), valamint Nyugat-Alabama kisebb patakjai és öntözőcsatornái. Az egyes populációknak eltérő alapszínezete és mintázata van, ami a változatos élőhelyekhez való alkalmazkodást tükrözi.
A közelmúltban fedeztek fel egy új, everglades-i színváltozatot Virginia keleti partvidékén, a Chesapeake-öbölbe ömlő Piankatank folyó deltavidékén (E. evergladei "HARDYVILLE").
A deltavidék közel 203 hektáros területe, helyi nevén Sárkány mocsár (Dragon Swamp), részben természetvédelmi oltalom alatt áll.  
Dél-Florida őslakosai, a szeminol indiánok, az Evergladest Pa-hay-okee-nek, vagyis "füves víznek" nevezték, akik függetlenségüket 1837-ben vesztették el. Utolsó nagyfőnökük Osceola volt.
Az Everglades szívét egy 160 km hosszú, sekély folyó alkotja, amelynek 80 km széles mocsaras torkolatvidéke számtalan kis szigetet foglal magába. Ez a folyó az Okeechobee-tóból ered, amely fél méter mély, de 1865 négyzetkilométeren terül el. A terület nagy része mocsaras, lapos préri, ahol a sás akár négy méter magasra is megnőhet. 1947 óta a terület egy jelentős része Nemzeti Park.  

### Elassoma okatie(Rohde & Arndt, 1987)
Nevét két Muskhogean indián szóból alkották: oka és ateeh, jelentése vízből származik. Dél-Karolinában három populációja ismert, az Edisto, New és Savannah patakokból. A közelmúltban egy újabb kis populációt fedeztek fel Dél-Georgiában egy vasútvonal melletti árokban. Az E. okatie 1996-ban felkerült a nemzetközi vörös listára is, mivel állományai genetikailag gyengék és sebezhetőek.
|  |

### Elassoma okefenokee(Bohlke, 1956)
Az Elassoma nemzetség legszínesebb képviselője. Az első példányokat 1956-ban James E. Bohlke találta az Okefenokee-mocsár Suwannee-patakjának egyik öblében. Elterjedési területe magába foglalja az Altamaha folyórendszer kis patakjait, Dél-Georgia és a floridai-félsziget mocsarait, valamint a nyugat-floridai Choctawhatchee folyó vízrendszerét. Az Okefenokee Mocsár egy sekély, 1770 km²-es ősi vízivilág a floridai-félsziget északi részén, amelyet Georgia állam egyik legjelentősebb természeti értékének tartanak. A mocsár aljából feltörő metángáz a felszínre emeli a tőzeget, így úszó szigetek keletkeznek, melyeken dús vegetáció fejlődik ki. Az Okefenokee szó a szeminol indiánok nyelvén "süllyedő talaj"-t jelent. A mocsár jelentős része napjainkban is természetvédelmi oltalom alatt áll.  Archiválva 2007. február 8-i dátummal a Wayback Machine-ben 

### Elassoma zonatum(Jordan, 1877)
Ez a faj rendelkezik a legnagyobb elterjedési területtel az Elassoma nemzetségen belül, és egyben a nem névadó, alapító faja is. Megtalálható az USA keleti partvidékén Észak-Karolinától Texasig, valamint északon a Mississippi folyó vízgyűjtő területén egészen Illinois déli részéig. Dél-Illinois területén egy sötétebb színezetű, a törzsalaktól kissé eltérő mintázatú populáció is előfordul, amelyet egyelőre Elassoma sp. néven tartanak számon.

### Elassoma gilberti(Snelson, Krabbenhoft & Quattro, 2009)
Élőhelye az északnyugat-floridai Rio Flint, a délnyugat-georgiai Rio Ochlockonee folyórendszerek, valamint a floridai Panhandle-patakrendszerek, melyek az Atlanti-óceánba torkolló Choctawhatchee-öbölbe futnak. Közeli testvérfaja az E. okefenokee. Korábban gyakran összetévesztették e két fajt, mivel morfológiailag nagyon hasonlóak, de a farokalatti úszók kemény sugarainak száma eltér: az E. gilberti esetében tipikusan hét, az E. okefenokee-nél nyolc ilyen sugár észlelhető. Emellett az E. gilberti teste kissé elnyújtottabb, és hát-, illetve farokalatti úszói is kisebbek. A nőstények kopoltyúfedőjén, a szem alatt, két kötőjel alakú, türkizkék rajzolat figyelhető meg, ami az okefenokee nőstényéről hiányzik. Ezeket a különbségeket molekuláris analízissel is igazolták: a mitokondriális RNS-nyomvonalak között 12 fix különbséget találtak.